# Staatsorganisationsrecht
Das Staatsorganisationsrecht bezeichnet in Deutschland ein Teilgebiet des Staatsrechts. Es regelt Aufbau und Funktionsweise der Staatsorgane.
Neben den Grundrechten ist das Staatsorganisationsrecht üblicherweise der zweite Hauptteil moderner Verfassungen (siehe auch: Staatsorganisation).
Zum Staatsorganisationsrecht gehören:
- Regelungen über die obersten Staatsorgane
  - Geschäftsordnung des Deutschen Bundestages
  - Geschäftsordnung des Bundesrates
  - Abgeordnetengesetz
  - Gesetz über die Rechtsverhältnisse der Mitglieder der Bundesregierung
  - Gesetz über die Rechtsverhältnisse der Parlamentarischen Staatssekretäre
  - Bundesverfassungsgerichtsgesetz
- das Wahlrecht
  - Bundeswahlgesetz
  - Bundeswahlordnung
  - Wahlprüfungsgesetz
  - Europawahlgesetz
- das Parteiengesetz

sowie weitere Gesetze.